# Cilendek Timur
Cilendek Timur is een bestuurslaag in het regentschap Kota Bogor van de provincie West-Java, Indonesië. Cilendek Timur telt 16.058 inwoners (volkstelling 2010).